# Planigale gilesi
Planigale gilesi is een roofbuideldier uit het geslacht der platkopbuidelmuizen (Planigale). De wetenschappelijke naam van de soort werd voor het eerst geldig gepubliceerd door John B. Aitken in 1972. Deze soort is gezien als de enige soort van zijn eigen groep binnen Planigale, maar is genetisch verwant aan Planigale novaeguineae en Planigale ingrami.

## Kenmerken
P. gilesi is een grote platkopbuidelmuis. De bovenkant van het lichaam is grijs, de onderkant wit tot geelbruin. De behaarde oren zijn kort. Aan de voeten zitten zwarte klauwen. De korte staart is meestal dun. Deze soort heeft in elke kaakhelft slechts twee valse kiezen. De kop-romplengte bedraagt 60 tot 80 mm, de staartlengte 55 tot 70 mm en het gewicht 6 tot 15 g.

## Leefwijze
Dit dier beweegt zich energiek over de bodem op zoek naar ongewervelden en kleine gewervelden. Deze soort is 's nachts actief, hoewel hij in de winter soms in de zon ligt. In slechte omstandigheden komt hij in een toestand van bewusteloosheid (torpor) terecht. Van midden juli tot januari wordt er gepaard, het meest in september. Vrouwtjes kunnen soms twee nesten per jaar krijgen; de jongen worden na 75 dagen onafhankelijk.

## Voorkomen
De soort komt voor in droge gebieden in Midden- en Zuidoost-Australië, van het Eyremeer (Zuid-Australië), het uiterste zuidoosten van het Noordelijk Territorium en Zuidwest-Queensland tot Moree in New South Wales en Mildura in Victoria.
Planigale gilesi · Platkopbuidelmuis (Planigale ingrami) · Planigale kendricki · Planigale maculata · Planigale novaeguineae · Planigale tealei · Planigale tenuirostris